# Makhdumpur (Paquistão)
Makhdumpur é uma cidade do Paquistão localizada na província de Punjab.